# Sepik
Sepik (dawniej Kaiserin Augusta) – rzeka w Papui-Nowej Gwinei. Jej długość wynosi 1126 km – tym samym jest najdłuższą rzeka na Nowej Gwinei. Powierzchnia dorzecza wynosi 77,7 tys. km².
Jej źródła znajdują się w Górach Centralnych, w paśmie Gór Wiktora Emanuela w pobliżu granicy z Indonezją. Płynie najpierw na północ i później na wschód w obniżeniu między Górami Centralnymi a Górami Nadbrzeżnymi. W dolnym biegu płynie zakolami wśród bagien. Sepik uchodzi do Morza Bismarcka (Nowogwinejskiego) tworząc deltę. Z gór rzeka przyjmuje liczne dopływy. Największą miejscowością nad Sepikiem jest Angoram.